# Полино (планина)
Полино (Pollino; Massiccio del Pollino) е планина в Южна Калабрия, Италия.
Най-високите върхове на планината са Сера Долчедорме (2.267 м) и Полино (2.248 м).